# Barlo (Nederland)

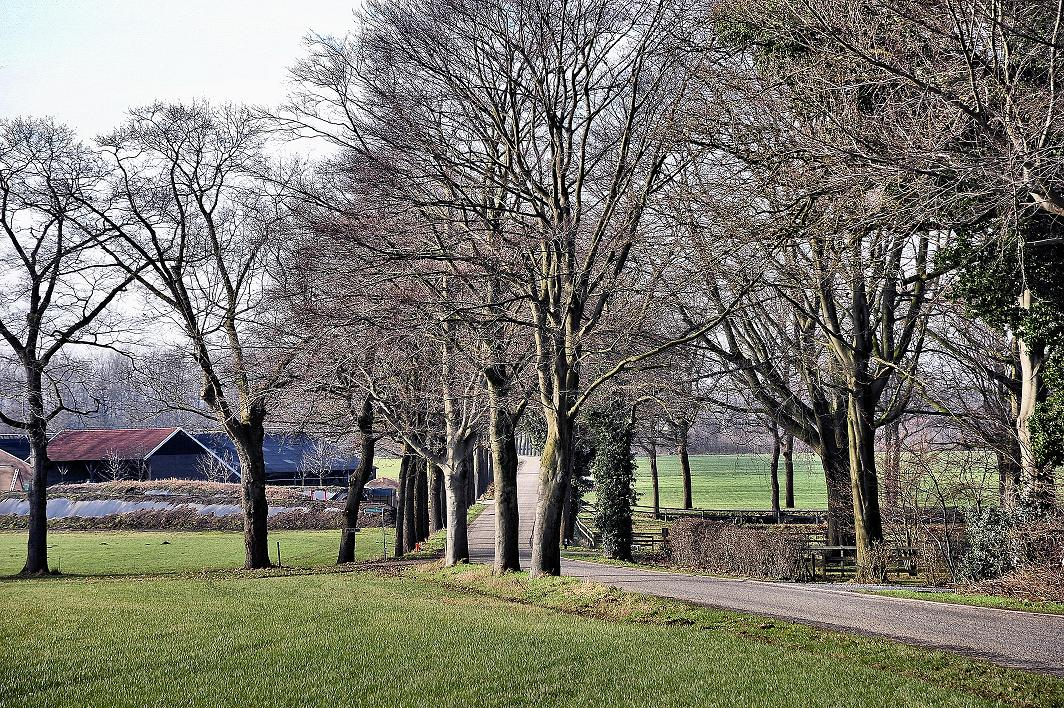
De Nijhofsweg in Barlo daalt vanaf het plateau

Barlo of Barloo is een buurtschap in de Gelderse Achterhoek, in de gemeente Aalten. Barlo geniet enige bekendheid vanwege zijn Coöperatieve Werktuigen Vereniging (CWV) en uitgaansgelegenheid De Loods, die volledig door vrijwilligers wordt beheerd. Barlo heeft 119 inwoners (per 1 januari 2019).
Barlo ligt op de westelijke rand van het Oost-Nederlands plateau, een oud rivierterras van de Rijn uit het Onder- en Midden-Pleistoceen. De westelijke hellingen van dit hoger gelegen gebied worden doorsneden door een aantal smeltwaterdalen die als droge dalen aanwezig zijn. Hierdoor is een glooiend landschap ontstaan.

## Geschiedenis
Bronnen vermelden dat rond 1500 in Aalten een tweetal papierfabriekjes/papiermolens werden opgericht, een aan de Slinge en een aan het Zilverbeekje in Barlo. De gebroeders Pannekoek dreven de papiermolen in Barlo. Het heldere water van het Zilverbeekje werd zeer geroemd en men was in staat een helderwit papier te maken. Toen er door de landeigenaren veel sloten werden gegraven om de afwatering beter te regelen, droogde de Zilverbeek in de zomer langzaam uit en rond 1560 werd de fabriek in Barlo van een papierfabriek een pottenfabriek. De in Aalten voorkomende familienaam Pa(m)piermolen is een overblijfsel van die papiermolen, een levensmiddelenbedrijf met die naam had als embleem een papiermolen.
In 1982 kwam Barlo in het nieuws door de mogelijke koop van recreatiecentrum Groot Deunk door Bhagwan Sri Rajneesh, die er een opleidingscentrum van wilde maken. Een actualiteitenrubriek van de TROS maakte naar aanleiding hiervan een reportage waarin een man verklaarde: Binnenkort gaat het in de fik, let maar op. In de nacht van 8 op 9 januari 1982 brandde het complex af. De schade bedroeg een miljoen gulden. Als gevolg hiervan zag Rajneesh af van de koop. In 1985 werd Groot Deunk verkocht aan een Deense projectontwikkelaar. Het werd toen een recreatie- en conferentiecentrum. In 1987 werd het vervolgens een asielzoekerscentrum.
Sinds 2000 heeft Barlo een boerderijmuseum, waar men zich een goed beeld kan vormen hoe de bevolking in oude tijden leefde en werkte.